# Gustavo Brunelli
Gustavo Brunelli (Roma, 18 giugno 1881 – Roma, 25 dicembre 1960) è stato un biologo italiano.

## Biografia
Direttore del Laboratorio Centrale di Idrobiologia di Roma e capo dei Servizi della pesca, fu autore dell'opera Le teorie sull'origine e l'evoluzione della vita, pubblicata nel 1923, un anno dopo il volume di Aleksandr Ivanovič Oparin.
Fu socio corrispondente dell'Accademia nazionale dei Lincei